# Christoph Scheiner
Christoph Scheiner (25 de julho de 1573 ou 1575 - 18 de julho de 1650) foi um astrónomo e jesuíta alemão que, juntamente com Galileu Galilei entre outros, principiou no início do século XVII, o desenvolvimento de estudos astronómicos através de telescópios.

## Augsburg/Dillingen: 1591–1605
Nascido em Mark Wald Scheiner ingressou na Escola de Gramatica Jesuíta St. Salvador em maio de 1591 e graduou-se em 24 de outubro de 1595, entrando na Ordem dos Jesuítas em Landsberg am Lech em 26 de outubro de 1595. Servindo seu noviciado bienal (1595-1597) no seminário local sob a tutela do Mestre de Noviços, Padre Rupert Reindl, Scheiner terminou seus estudos de retórica em Augsburg em 1598. Emitiu primeiramente seus votos diante do Padre Melchior Stor e recebeu sua ordenação do Bispo Sufragâneo Augsburg Sebastian Breuning. De 1598 a 1601 passou a estudar filosofia, matemática e metafísica em Ingolstadt. Em 1603, Scheiner inventou o pantógrafo, instrumento capaz de duplicar planos para uma escala ajustável. De 1603 a 1605 lecionou Humanidades na Escola de Gramatica Jesuíta em Dillingen e esses anos como professor de latim lhe renderam o título de Mestre em Letras.

## Ingolstadt: 1605–1617

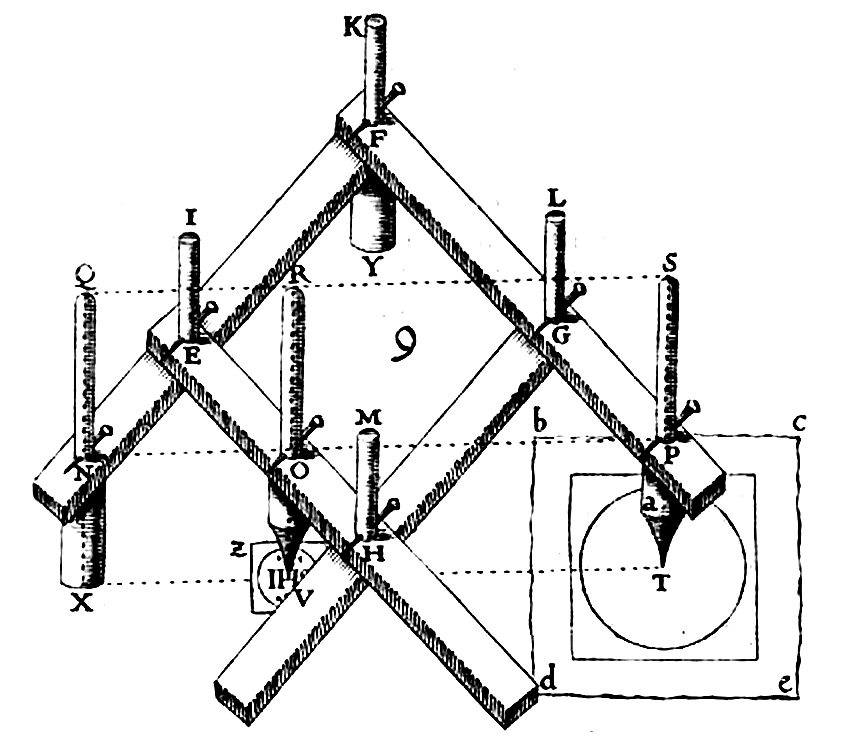
Pantógrafo, do livro Pantographice seu ars delineandi, página 29.

Scheiner estudou teologia em Ingolstadt do outono de 1605 até 1609. Devido à sua recente invenção do pantógrafo, o status de celebre invenção não demorou a se espalhar. O objeto que prometia duplicar planos para uma escala ajustável fez com que o Duke William V da Baviera convidasse Scheiner para uma visita a Munique, assim podendo demonstrar que o instrumento realmente funcionava.
Aproximadamente em 14 de março de 1609, ele entrou para a Ordem Sagrada como Diácono. Em seguida foi ordenado pelo bispo sufragâneo Marcus Lyresius. Scheiner concluiu seus estudos em 30 de junho de 1609 com o seu primeiro trabalho, Theses Theologicae e com uma disputa aberta para um possível PhD em Teologia. Em 18 de Abril, 1609, ele recebeu suas maior ordenação do Bispo Sufragâneo Lyresius em Eichstätt, para servir o seu tertianship (última fase de formação na Sociedade de Jesus) com o Padre Johannes Pelecius S. J  em Ebersberg. Nos anos entre 1610 e 1616/1617, Scheiner trabalhou como sucessor do padre Johannes Lantz S. J. em Ingolstadt, no ensino da matemática, física e astronomia, e hebraico. Lecionou com métodos práticos como os relógios de sol, geometria prática, astronomia, óptica, e o telescópio.
Dando início a sua vida de escritor em 1611, Scheiner observou as manchas solares; em 1612 ele publicou as "Apelles Letters" em Augsburg. As três primeiras cartas de “Apelles” foram impressas em Augsburg no dia 5 de janeiro de 1612 com a participação de Marcus Welser. Essas cartas, porém, deram muitas razões para o conflito desagradável posterior entre Scheiner e Galileo Galilei. Scheiner publicou em 1614, o “Disquisitiones Mathematicae” em Ingolstadt com Johann Georg Locher, em 1615 “Sol Ellipticus” em Augsburg, e em parceria a Georg Schönberger “Exegeses Fundamentorum Gnomonicorum” em Ingolstadt, posteriormente também em Ingolstadt, em 1617, ele publicou “Refractiones Coelestes”. Scheiner fez seus votos restantes de pobreza, castidade, obediência e lealdade perante o Papa em 31 de julho de 1617 na cidade de Ingolstadt pera o Padre Johannes Manhart S. J. No mesmo ano Scheiner tornou público o seu desejo de conhecer a China e servir como missionário. Padre Geral Mutio Vitelleschi enviou-lhe uma carta, no entanto, dizendo a Scheiner que ele tinha melhor estadia na Europa e perseverar os seus estudos matemáticos. No inverno de 1617/1618, Scheiner voltou para Innsbruck, Áustria a mando do arquiduque Maximiliano III.

## Innsbruck/Freiburg/Neisse: 1617–1624
Depois de Novembro de 1614, o arquiduque Maximiliano III convocou Scheiner para Innsbruck várias vezes para discutir questões astronômicas e matemáticas. O arquiduque tinha recebido um telescópio astronômico com duas lentes convexas que mostravam objetos de cabeça para baixo e virados ao contrário. Scheiner acrescentou uma terceira lente, fabricada por ele mesmo, assim, um telescópio terrestre permitiu que o arquiduque Maximilian pudesse ver belos e longos trechos de seu país, enquanto estava em pé. A câmera escura portátil foi desenvolvido por Scheiner, em Innsbruck. O arquiduque Leopoldo V foi nomeado representante imperial do Tyrol e das províncias superiores após a morte de Maximiliano III, em 1618. Como seu antecessor Maximilian, Leopold V colocou toda sua confiança no Padre Scheiner.
Foi publicado em Innsbruck em 1619, o livro de enfoque do querido Padre Scheiner, "Oculus hoc est: Fundamentum opticum", que contém várias idéias novas no século XVII sobre a natureza fisiológica do olho. O livro tinha sido escrito antes em Ingolstadt. Oculus é subdividida em três partes: a primeira parte trata a anatomia do olho, a segunda parte da refração do raio de luz no interior do olho, e os terceira parte trata da retina e do ângulo visual. Scheiner, mais uma vez escolhe o modo de observação e experimentação. Como Kepler antes dele, ele descobriu que a retina é o centro da visão e que o nervo óptico transmite as imagens da retina para o cérebro. Padre Geral Vitelleschi escreveu-lhe uma carta. Archduke Leopold V e Pai Scheiner continuaram uma correspondência considerável de 1620 até 1632. Uma das cartas de Scheiner para Leopold de 1626 informa o arquiduque que Galilei não era um adepto do trabalho de Scheiner sobre as manchas solares.
O inventário da biblioteca de Leopold contém obras de Tycho Brahe e Galileu Galilei: Leopold envia uma correspondência amigável para Galilei. Em 23 de maio, 1618, Leopold recebeu telescópios de Galileu, juntamente com uma dissertação sobre as manchas solares, o “Discorso del Flusso e Reflusso del Mare”.
Scheiner também fora construtor  da nova igreja Jesuíta em Innsbruck. Artesãos começaram a trabalhar no telhado em julho de 1624, mas setembro houve um súbito colapso da parte do meio da galeria e a parede lateral caiu. De acordo com a nova decisão, a igreja teve de ser “girada” em 90 ° e começou a ser reconstruída.
A Universidade de Friburgo estava enfrentando um declínio no início do século 17. Em 16 de Novembro, 1620, que arquiduque Leopold convocou os padres jesuítas, em primeiro lugar, "o mais excelente de longe" Christoph Scheiner. Na primavera de 1621, Scheiner atendeu o desejo do arquiduque Karl de ser seu padre confessor. Arquiduque Karl tinha viajado com Scheiner de Brixen a Viena, de onde não voltou para Neisse até algum momento entre 1621 e 1622. Em fevereiro de 1623, Scheiner foi nomeado como Reitor da faculdade assim que ela passasse pelo seu declínio. Em seguida, o rei espanhol Philipp IV escolheu Carlos da Áustria para o cargo de vice-rei de Portugal. Archduke Karl viajou para Madrid. Scheiner teve que viajar para Roma, para instigar a fundação da nova faculdade em Neisse. Scheiner ficou hospedado em Roma mais tempo do que o seu dever necessário. Em Rosa Ursina sive Sol, ele escreveu que ele tinha sido enviado a Roma "ad summum pontificem, ob Certa peragenda negotia" (latim que significa "para a convocação pontifícias ..."). Outras teorias, afirmam que Scheiner tinha sido chamado a Roma como um astrônomo especialista por causa da Galilei, ou que ele tivera sentido que sua transferência para Neisse foi um castigo, mas nenhuma dessas teorias foram confirmadas. Depois de 13 anos ele retornou a Neisse por Viena, onde permaneceu por algum tempo. Ele tinha apenas 13 anos mais tarde, que ele retornou ao Neisse via Viena, onde permaneceu por algum tempo.

## Rome: 1624–1633
Quando Scheiner foi para Roma em 1624, os amigos lhe pediram para escrever sobre suas observações solares. Por fim, ele teve tempo também para livros de matemática, entre eles  o “Il Saggiatore da Galilei”, que contém plágios do trabalho de Scheiner, enquanto acusando o jesuíta de plagiar a si mesmo. Em 1629 e 1630, Scheiner observou os sóis Mock (Parhelia) e halos; suas observações também incluíam um eclipse em 8 de abril de 1633. Em 22 de junho, 1633, Galilei recebeu sua sentença e teve de renunciar a suas reivindicações, apesar do protesto soando ainda do lado católico. A influência de Scheiner sobre o julgamento não pode ser comprovada. Nos arquivos do julgamento contêm apenas uma pequena nota mencionando que ele se opôs aos copernicanos. Na época do julgamento, Scheiner ainda estava em Roma, hospedado no seminário para futuros padres. Scheiner escreveu três de seus livros em Roma: Rosa Ursina Sive Sol (Bracciano, 1626-1630), sobre as manchas solares, que serviu como um trabalho padrão para trabalhos de investigação sobre as manchas solares por um longo tempo. Rosa Ursina Sive Sol contém quatro livros. No primeiro livro, Scheiner discute a questão da prioridade da descoberta em relação às manchas solares. No segundo livro ele trata não só da descrição dos telescópios, mas também diferentes tipos de projeção  o Helioscópio e também compara a ótica do telescópio com a ótica fisiológica do olho. No terceiro livro, Scheiner apresenta uma coleção abrangente dos dados de sua observação de manchas solares. Seu quarto livro é composto por duas partes: a primeira parte trata mais uma vez com fenômenos solares como manchas e erupções solares, período de rotação do Sol de 27 dias e a inclinação do seu eixo de rotação. Na segunda parte, Scheiner menciona numerosas passagens e citações da Bíblia, os escritos dos Padres e filósofos da Igreja para provar que sua visão geocêntrica está de acordo com os ensinamentos da Igreja Católica. Scheiner publicada Pantographice, sobre o pantógrafo que ele tinha inventado já em 1603, e, finalmente, em 1632/1633, Scheiner publicou seu último trabalho Prodromus, panfleto contra a teoria heliocêntrica, que foi publicado postumamente em 1651.

## Vienna: 1633–1637
Padre Chefe Mutio Vitelleschi escreveu sua primeira carta a Scheiner em Viena, em 21 de janeiro de 1634. Assim Scheiner tem que retornar a Viena entre dezembro de 1633 e janeiro 1634. Scheiner não estava disposto a voltar para Neisse. Em Viena, Scheiner foi forçado a confrontar o financiamento inseguro para o seu livro Rosa Ursina Sive Sol.

## Neisse: 1637–1650
Após de 15 de novembro de 1637, Scheiner estava em Neisse na Silésia e algumas de suas atividades foram: Conselheiro, Conselheiro do Reitor, Mentor e Padre Confessor para os alunos. Ele morreu em Neisse, seu obituário de 1650 sustenta que Scheiner teve que ficar em Viena por causa da guerra, e que teria que ter fugido de Neisse com todos os seus instrumentos astronômicos, que ele normalmente levantou-se cedo, para ler, escrever e estudar, cuidar do jardim e plantar árvores com suas próprias mãos. O autor deste obituário menciona modéstia e castidade de Scheiner, enquanto apontando que ele era invejado por muitos e "lutou com a inveja de si mesmo." Christoph Scheiner morreu no dia 18 de junho de 1650 em Neisse (agora Nysa, Polónia).

## Scheiner e a Óptica Fisiológica
As contribuições de Christoph Scheiner através de descobertas e experiências em relação ao óptica fisiológica encontrada em seus livros Oculus e Rosa Ursina.

### A anatomia do olho
Na primeira parte do livro, Scheiner admite a existência de sete músculos oculares e faz descrições sobre a anatomia do olho. Além de descrever diversas partes do olho de forma bem separada (como faz com o cristalino, úvea, córnea, nervo óptico, entre outros), Christoph Scheiner também escreve sobre as suas secções através de ilustrações presentes no livro, relatos de suas observações e explicações sobre os experimentos que foram feitos: "Se o olho é imerso em água fervente, passa a ser possível diferenciar suas camadas individuais. Já que o calor dissolve as substâncias que as mantém coladas, as partes podem ser analisadas individualmente" (Oculus, p.26).

### O raio de curvatura da córnea
Scheiner percebeu que a esclera faz tem um raio de curvatura mais plano do que a córnea. Ele também foi capaz de provar isso por uma experiência. Ele segurou duas esferas de vidro próximas ao olho, fazendo com que uma janela (imagem) fosse então projetada com o mesmo tamanho, tanto na córnea quanto nas esferas de vidro. Com essa experiência, Scheiner demonstra o primeiro passo para o desenvolvimento de uma Lâmpada de Fenda (Equipamento utilizado por oftalmologistas para o exame de “fundo de olho”). Ele escreve a este respeito no Oculus. Manter um número de bolas de vidro com exatamente a mesma forma globular, independentemente se eles são ocos ou cheio. Com sua ajuda você é capaz de determinar o tamanho da córnea (curvatura) de todo o olho.

### Saída Nasal do Nervo Óptico
Scheiner assumiu também, após observação, que o nervo óptico entra no olho no polo oposto da pupila; este erro foi corrigido por ele.

### Sugestão de um aumento do raio de curvatura da lente, no caso de alojamento
Na página 23, ele afirma que os processos ciliares são dotados de uma certa capacidade de movimento através do qual o olho inteiro pode estender-se ou encurta-se, juntamente com os fluidos. A lente cristalina e o corpo vítreo movem-se frente e para trás, bem como achatam a forma da lente de cristal um pouco ou torná-lo mais esférica.  Isto é um indício para o fato de que Scheiner observara não só um deslocamento da lente, mas também um alteração na forma da lente com a finalidade de uma acomodação.

### A reação da luz com a pupila
Aqui, Scheiner indicou um experimento para a prova da reação da pupila com a luz, na página 30: “Coloque qualquer pessoa em um lugar iluminado por uma luz brilhante como o sol, dirija seus olhos para você e a luz, olhe agora para ele e você vai notar mediatamente que a pupila da pessoas não é maior do que um pequena lente, diminuindo cada vez mais. Levar essa pessoa agora para longe daquele lugar brilhante para um mais escuro, veja que sua pupila se expande a cada passo adentro do novo lugar, menos brilhante, praticamente a cada passo do indivíduo.” Mas de acordo com M. von Rohr, a reação de luz foi, possivelmente, já conhecida por Leonardo da Vinci.

### O estreitamento da pupila em caso de fixação de um objeto
Scheiner descreve um experimento na página 31 com a qual ele prova o estreitamento da pupila em caso de acomodação. Ele escreve neste conexão: “Pegue uma pequena agulha ou algo semelhante em sua mão, mantenha-o longe dos olhos olhando para a cabeça de alfinete, e possível analisar o estreitamento da pupila. Mova-o agora gradualmente na direção ao olho e será possível analisar a abertura da mesma”

### Índices de refracção das várias partes do olho
Ele determinou os índices de refração dos líquidos oculares na página 64 de Rosa Ursina e de lentes enchendo garrafas e pequenos frascos, compridos e com formas arredondadas em sua base, como humor vítreo. Nestas circunstâncias ao afundar objetos na água ele observava se pequenos objetos, empurrados para baixo dessas garrafas, sofreriam uma ampliação.

### O Experimento de Scheiner
Este experimento é mencionado por ele em seu livro Rosa Ursina; no seu outro livro, Oculus, a mesma experiência é refeita mas sem referências ao seu nome. Scheiner escreve: “as radiações não se cruzam pelo caminho antes de a imagem do objeto aparecer na retina Y Z, eu não só provei por muitos muito experimentos óbvios e razões mostradas em meu trabalho Oculus, mas eu também vi esse fenômeno muito claramente aqui em Roma no ano de jubileu (1625), quando, após a remoção de a pele do tendão na parte inferior do olho, a luz que incide na a partir de uma vela atravessa a retina com raios cruzados. Esta experiência foi feita por mim várias vezes com muitos olhos de animais” (Rosa Ursina, página 110).

## Livros

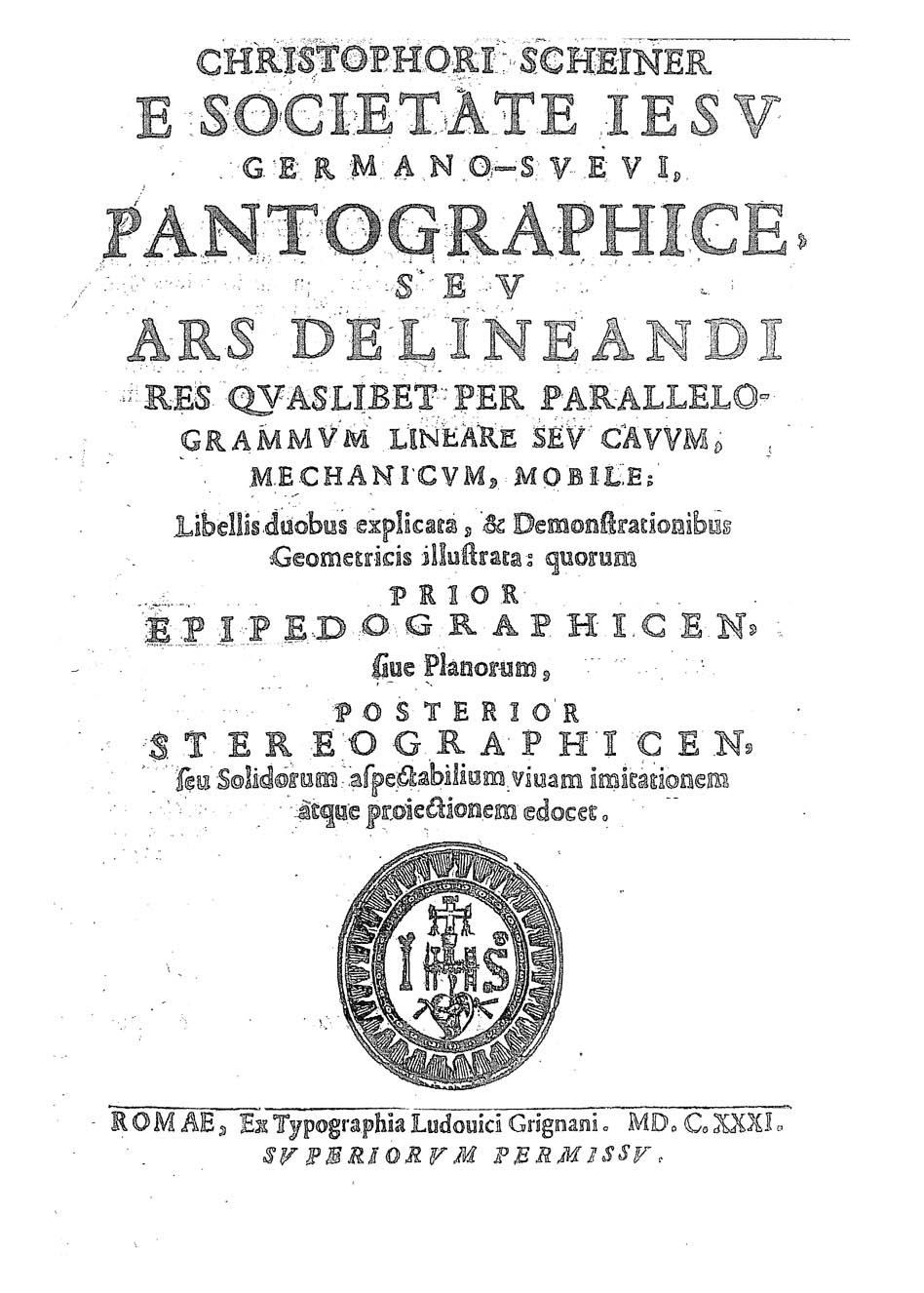
Pantographice, 1631

- Tres epistolae de maculis solaribus (Augsburg, 1612) IMSS Digital Library
- De Maculis solaribus et stellis circa Iovis errantibus accuratior Disquisitio (Augsburg, 1612) IMSS Digital Library
- Disquisitiones mathematicae (Ingolstadt, 1614, zusammen mit Stefan Locher) IMSS Digital Library
- Sol ellipticus (Augsburg, 1615) IMSS Digital Library
- Exegeses fundamentorum gnomonicorum (Ingolstadt, 1617)
- Refractiones coelestes sive solis elliptici phaenomenon illustratum (Ingolstadt, 1617) IMSS Digital Library
- Oculus, hoc est: Fundamentum opticum (Innsbruck, 1620) Gallica
- Rosa Ursina sive Sol. (Bracciano, 1626–30) IMSS Digital Library
- Pantographice seu ars delineandi (Rom, 1631) IMSS Digital Library
- Prodromus pro sole mobili et terra stabili contra ... Galilaeum a Galileis (Prag, 1651) IMSS Digital Library